# Люнет
Люне́т (фр. lunette — «лунка»), стрелка — открытое с тыла полевое или долговременное укрепление, состоявшее не менее чем из трёх фасов: двух фланковых, или фланков (боковых, прикрывающих фланги), и одного-двух напольных, или собственно фасов (обращенных непосредственно к противнику).
В Военной энциклопедии Сытина (1911—1915), сказано, что это открытое полевое укрепление с одним или двумя фасами и двумя фланками.

## История
В XVII веке для защиты личного состава формирований от действий противника на поле боя или в качестве облегчённого опорного пункта инженеры вооружённых сил предложили создавать люнеты — укрепления, требующие меньших затрат сил, средств и времени для их сооружения. Первой их использовала французская армия во времена Вобана.
Открытая тыльная часть, называвшаяся горжей, всегда обращалась к своим войскам; если укрепление было закрыто с тыла, это был уже редут. В фортификационных постройках (бастион, люнет и прочие) между фасом и фланком укрепления находился исходящий угол называемый плечной угол.

В полевом люнете, обыкновенно, располагалась одна-четыре роты пехоты с одним-четырьмя орудиями. Люнеты строились на важных участках оборонительных позиций c XVII до начала XX века. 
Появление в 1872 году линемановской пехотной лопаты и введение её в качестве инженерного вооружения стрелка (пехотинца), в последующие годы во всех вооружённых силах мира, привело к всеобщему применению окопов на поле боя наравне с редутами и люнетами. Русско-японская война окончательно показала, что заметные высокие укрепления для стрелков и артиллерии мало пригодны в современных боевых действиях для широкомасштабной позиционной войны, и что единственно приемлемой формой защиты на поле боя для стрелков и артиллерии от огня противника являются малозаметные, замаскированные окопы с небольшим бруствером.

## Именные люнеты
За время некоторых кампаний наиболее значимые люнеты получили собственные названия. Примерами могут служить:
- В Севастополе — Камчатский люнет[5], люнет Белкина[6].
- В период Русско-турецкой войны 1877–1878 годов — Московский люнет.
- В Порт-Артуре — Куропаткинский люнет[7].
- В крепости Керчь — Минский и Виленский люнеты.